# توم بيتمان (سياسي)
توم بيتمان هو سياسي أسترالي، ولد في 6 ديسمبر 1922 في فريمانتل في أستراليا، وتوفي في 27 سبتمبر 2003. انتخب عضو الجمعية التشريعية لأستراليا الغربية ‏.